# Giovanni II Nepomuceno di Schwarzenberg
Giovanni II Nepomuceno di Schwarzenberg, IX principe di Schwarzenberg (Vienna, 29 maggio 1860 – Vienna, 1º ottobre 1938), è stato un nobile, politico e imprenditore boemo.
Considerato una delle figure chiavi dell'economia della Boemia meridionale dalla prima alla seconda guerra mondiale, si oppose fervidamente (seppur senza successo) alle espropriazioni operate del neonato governo cecoslovacco ai danni delle vaste proprietà fondiarie della sua famiglia, atti che compromisero gravemente l'economia del paese nel periodo tra le due guerre mondiali. Durante gli ultimi anni della sua vita si oppose altrettanto fermamente al nascente movimento nazista che occupò Vienna dal 1938, anno della sua morte.

## Biografia

### I primi anni

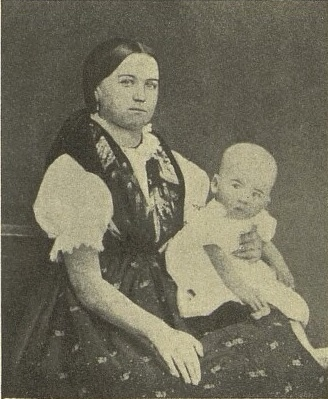
Giovanni Nepomuceno nel 1860 con la sua governante

Giovanni II Nepomuceno nacque a Vienna, nel 1860, figlio del principe Adolfo Giuseppe di Schwarzenberg e di sua moglie, la principessa Ida del Liechtenstein. Per parte di sua madre era nipote diretto del principe del Liechtenstein.
Intenzionato come diversi suoi antenati ad interessarsi attivamente alla gestione delle vaste proprietà della sua casata, nel 1879 si diplomò al prestigioso Schottengymnasium di Vienna, studiando poi all'Università di Monaco.
Tra il 1879 e il 1884 prestò servizio nell'esercito austro-ungarico, dove raggiunse il grado di maggiore come suo padre. Colse anche in questi anni l'occasione per studiare ed approfondire la sua conoscenza della lingua ceca, che parlava fluentemente.

### L'attività politica
Come suo padre e molti altri membri della sua famiglia, Giovanni fu particolarmente attivo in campo politico. Nel gennaio del 1891 venne eletto nel Landtag boemo tra i rappresentanti dei proprietari terrieri conservatori, venendo rieletto nelle elezioni del 1895.
Come suo padre prima di lui, anche Giovanni espresse una sintonia d'idee nella conciliazione tra tedeschi e cechi in Boemia con l'unico scopo di sostenere gli interessi di gran parte della popolazione, prevalentemente occupata nell'agricoltura.
Dal 1915 e sino alla scomparsa della monarchia asburgica fu membro della Camera dei Signori d'Austria in quanto principe dell'Impero.
Promosse la costruzione di una rete ferroviaria nella Boemia meridionale ed attraverso la foresta boema col proposito di finanziarla in parte lui stesso nelle tratte České Budějovice - Horní Planá, Prachatice - Vodňany e Strakonice - Volyně - Vimperk. Nel 1894 costruì anche una ferrovia a scartamento ridotto per le miniere vicino a Černá v Pošumaví e una per la cava di calcare di Chýnov.

### La gestione delle proprietà terriere
Il 13 ottobre 1903, suo padre, il principe Adolfo Giuseppe di Schwarzenberg, gli consegnò la gestione dei domini della casata, composti da un totale di 30 fattorie con 255.037 ettari nella sola Boemia. Con questa carica continuò l'opera iniziata dai suoi antenati sino a quando, poco prima dello scoppio della prima guerra mondiale, non divenne anche principe con la morte del genitore.
Durante la guerra, si impegnò attivamente in attività umanitarie predisponendo un treno ospedale finanziato a sue spese per trasportare i soldati feriti dal fronte al proprio castello a Krumlov dove istituì un ospedale militare. Malgrado la mancanza di manodopera e la crisi di materie prime a seguito della guerra, seppe mantenere attive le proprie terre e diede lavoro e risorse all'intera regione della Boemia meridionale.

### La Cecoslovacchia e le espropriazioni

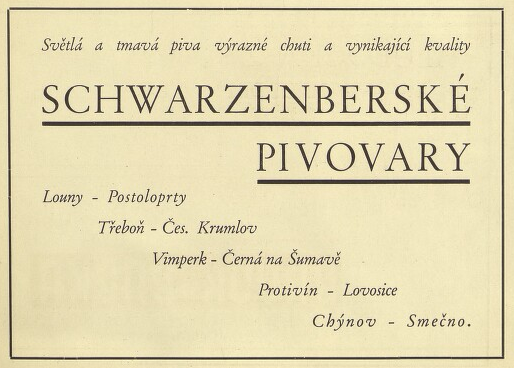
Biglietto da visita delle birrerie Schwarzenberg. Le birrerie dei principi di Schwarzenberg producevano il 3,9% della produzione nazionale boema di birra nel 1918

Con il crollo della monarchia asburgica e la formazione della Cecoslovacchia, Giovanni II Nepomuceno venne chiamato ad occuparsi ancora più attivamente dei propri domini. Nel nuovo regime repubblicano vennero aboliti i titoli nobiliari e dopo 300 anni venne a cessare formalmente l'entità semi-statale del ducato di Krumlov. Quello che provò particolarmente il principe fu la forzosa espropriazione delle sue terre a seguito della riforma agraria statale. Nel periodo prebellico, infatti, i domini degli Schwarzenberg erano la più grande proprietà privata non solo della Boemia ma anche dell'intero impero. Secondo gli ideali del nuovo governo cecoslovacco, l proprietà privata degli aristocratici e degli ecclesiastici doveva essere espropriata e ridistribuita a piccoli imprenditori e proprietari terrieri oppure semplicemente passare tra i possedimenti dello stato. La legge tuttavia prevedeva che lo stato dovesse riconoscere una somma di denaro corrispondente alla parte espropriata, ma questa controparte venne spesso valutata sino al 40%. In pochi anni il principe perse i due terzi delle proprietà della sua famiglia e venne risarcito di sole 300.000 corone su un totale di 43.000.000 di corone che gli sarebbero spettate (la famiglia riuscirà a recuperare l'intera somma solo nel 1984).
Indignato per la decisione arbitraria presa nei suoi confronti dal nuovo governo boemo, Giovanni decise di acquisire la cittadinanza svizzera dopo lo smembramento della monarchia austro-ungarica, mantenendo così almeno la possibilità di continuare ad utilizzare il proprio titolo principesco.
Dopo queste espropriazioni, la maggior parte dell'economia della regione venne duramente colpita per la mancata cooperazione tra le imprese ed il nuovo governo dal momento che i lavoranti si rifiutavano di lavorare alle nuove condizioni imposte dal governo cecoslovacco per il lavoro giornaliero. Quando queste imprese vennero infine privatizzate, molti lavoratori abbandonarono il posto di lavoro, creando un calo della produzione, disservizi e una crescente disoccupazione.
Con 60.000 ettari di terra rimasta alla famiglia, però, Giovanni II Nepomuceno riuscì a lasciarsi le spalle i problemi creati dal crollo della monarchia austriaca e diede inizio ad un nuovo boom economico del tutto personale, nel periodo compreso tra le due guerre, riuscendo a sopravvivere con la creazione di nuove aziende non solo al periodo dell'occupazione nazista, ma anche nel periodo comunista.

### Mecenatismo

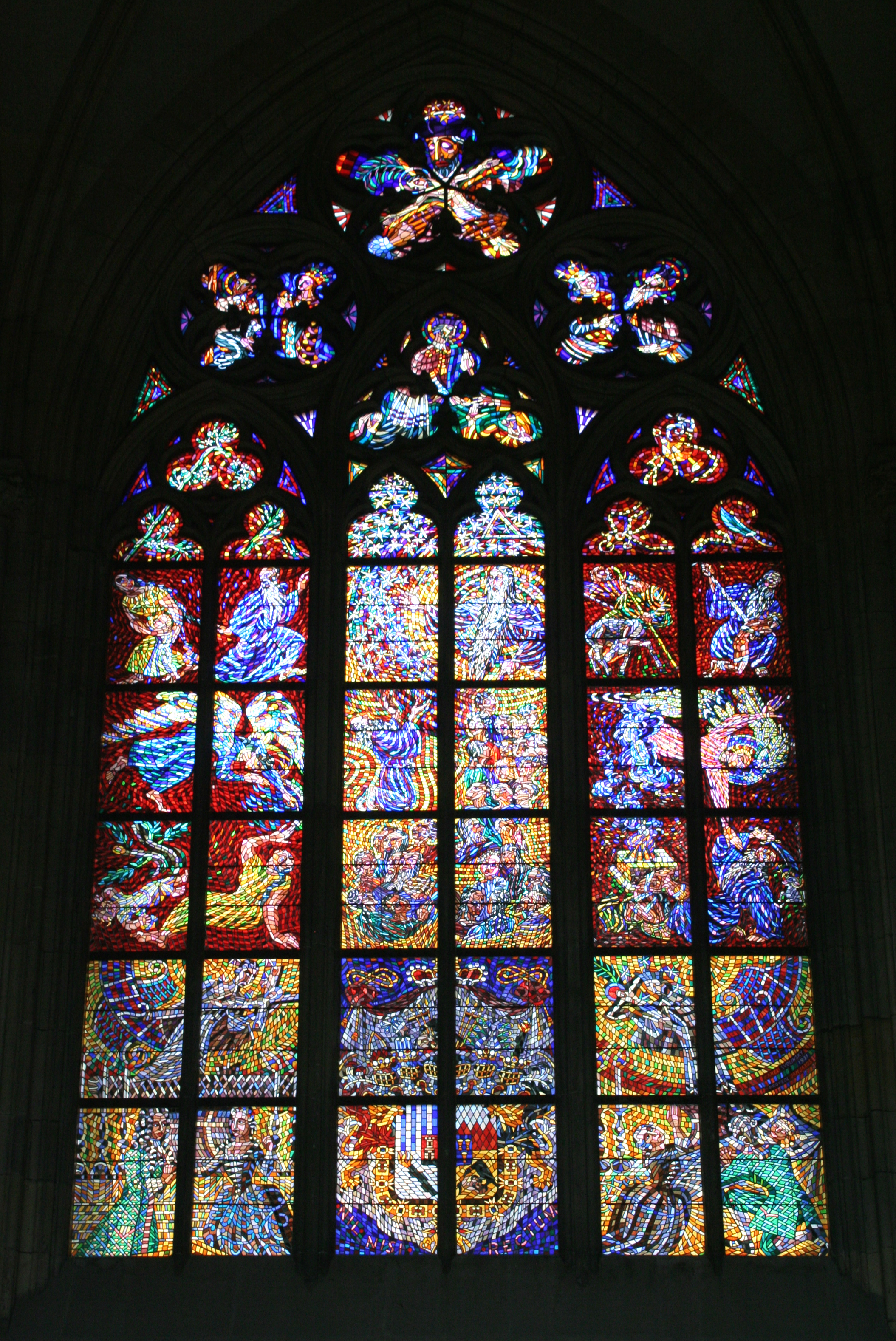
Vetrata artistica donata dal principe Giovanni II Nepomuceno nel 1929 alla cattedrale di San Vito di Praga

Giovanni II Nepomuceno fu molto attivo nel mecenatismo e nella beneficenza. Durante la guerra, come si è già detto, finanziò un ospedale militare presso la propria residenza al castello di Cesky Krumlov, dove era anche presidente della locale sede della Società di San Vincenzo, prendendosi quindi cura anche dei poveri e dei bisognosi della città, come pure fu presidente della Società di San Raffaele per la cura degli sfollati di guerra cristiani. Nel 1914 acquistò dei posti letto per i malati gravi nella Casa della Misericordia di Vienna.
Anche se nel 1918 cessò formalmente la dominazione diretta degli Schwarzenberg sul loro principato, Giovanni II Nepomuceno decise di continuare comunque a sostenere il fondo pensionistico istituito ad inizio Ottocento da suo nonno. Sostenne così gli ex dipendenti, le vedove, i malati e gli orfani, contribuendo in qualche modo alla stabilità sociale nella regione. Finanziò inoltre la creazione di una residenza per anziani e di un asilo a Hluboká nad Vltavou.
Anche al di fuori dalla sfera umanitaria e sociale, Giovanni II Nepomuceno si impegnò particolarmente nella promozione dell'arte e delle scienze. Sostenne finanziariamente la fondazione dell'Osservatorio di České Budějovice. Sottopose a tutela la foresta di Boubínský ed i castelli di Krumlov e Třeboň, di cui fece restaurare gli affreschi. Come suo padre e suo nonno prima di lui, sostenne la storiografia e l'archeologia locale della Boemia meridionale. Nel 1929 donò alla Cattedrale di San Vito di Praga una magnifica vetrata artistica realizzata da Karel Svolinský. Fu inoltre presidente e membro di diverse associazioni con le quali organizzò e gestì diverse mostre (ad esempio l'esibizione di Praga del 1891 o la mostra economica di Vienna del 1898).
Giovanni II Nepomuceno promosse anche la vita culturale delle città tradizionalmente associate ai domini degli Schwarzenberg. A Český Krumlov, ad esempio, mise a disposizione il giardino del castello per eventi e feste delle associazioni locali.

### Gli ultimi anni

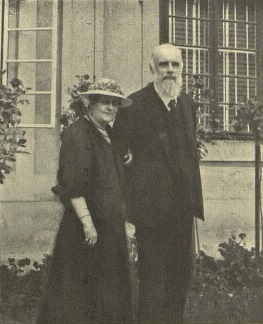
Il principe Giovanni II Nepomuceno e la moglie nel 1937 al palazzo di Vienna.

Giovanni II Nepomuceno dovette affrontare dei piccoli problemi di salute nel 1934. Nel novembre del 1937 si ammalò gravemente e fu temporaneamente relegato a letto, ma dopo un leggero miglioramento del suo stato di salute, si portò per un certo periodo di tempo in Italia dove soggiornò per sfruttare il clima ideale a riprendersi. Non riuscendo a rimettersi dalla convalescenza, dopo tre mesi decise di ritornare a Vienna dove rientrò nuovamente in casa di cura. Dopo un leggero miglioramento, venne trasferito nella residenza di famiglia sul Rennweg.
Nel contempo la Germania nazista stava preparando l'occupazione dell'Austria che culminò nel cosiddetto Anschluss del 12 marzo 1938. Dopo questo atto, che Giovanni reputava un attentato alla sovranità nazionale, con il figlio Adolfo appose degli striscioni neri sul palazzo di famiglia a Vienna come espressione di resistenza al nazismo. Anche dopo la promulgazione delle leggi razziali, applicò sui cancelli del parco del proprio palazzo dei cartelli con la scritta "Voi ebrei siete i benvenuti". Nel frattempo il suo status di salute continuò a peggiorare inesorabilmente ed il 1 ottobre del 1938 morì a Vienna, alla presenza di sua moglie e di suo figlio Adolfo.
A causa della situazione politica dell'epoca, i suoi resti non poterono essere trasportati come da suo desiderio nella Boemia meridionale e venne pertanto previsto un funerale locale a Vienna il 4 ottobre e poi sepolto in città sino al 1939 quando alla fine vennero trasferiti nella tomba di famiglia a Třeboň.

## Matrimonio e figli

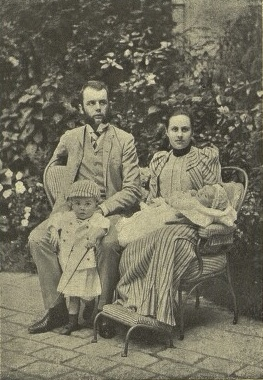
Giovanni II Nepomuceno, la moglie Teresa ed il figlio Adolfo al castello di Protivíně nel 1892

Giovanni II Nepomuceno sposò il 27 agosto 1889 a Vienna la principessa Teresa di Trauttmansdorf-Weinsberg (9 febbraio 1870 - 12 agosto 1945), figlia di Karl Johann Nepomuk Ferdinand, IV duca di Trauttmansdorff-Weinsberg e della marchesa Giuseppina Pallavicini. La coppia ebbe insieme i seguenti figli:
- Adolfo (18 agosto 1890 - 27 febbraio 1950), X principe di Schwarzenberg, sposò la principessa Hilda del Lussemburgo
- Carlo Felice (1892-1919)
- Ida (1894-1974), sposò nel 1917 il conte Petr Reverter von Salandra
- Giuseppina (1895-1965), sposò nel 1919 il conte Eugen Czernin di Chudenice
- Edmondo Chernov (23 settembre 1897 - 25 dicembre 1962), sposò nel novembre del 1923 Marie Pourová. Venne diseredato dal padre. Sposò sul finire della sua vita l'attrice Renate Hohn.
- Anna (23 settembre 1897 - 1954; gemella)
- Maria (1900-1981), sposò nel 1929 il principe Engelbert di Croy
- Teresa (1905-1979), sposò nel 1929 il nobile Karel Ludvík von Guttenberg

## Onorificenze

### Cittadinanze onorarie
- Cittadino onorario di Lišov (1886)
- Cittadino onorario di Petrův Dvůr (1891)
- Cittadino onorario di Ondřejov (1891)
- Cittadino onorario di Protivín (1895)

## Albero genealogico
|                                                                       |                                       |                                                      | Genitori                                                 |  |  | Nonni |  |  | Bisnonni                                                   |  |  | Trisnonni                                                           |  |
|                                                                       |                                       |                                                      |                                                          |  |  |       |  |  | Giuseppe II di Schwarzenberg, VI principe di Schwarzenberg |  |  | Giovanni I Nepomuceno di Schwarzenberg, V principe di Schwarzenberg |  |
|                                                                       |                                       |                                                      |                                                          |  |  |       |  |  | Giuseppe II di Schwarzenberg, VI principe di Schwarzenberg |  |  | Giovanni I Nepomuceno di Schwarzenberg, V principe di Schwarzenberg |  |
|                                                                       |                                       | Marie Eleonora di Öttingen-Wallerstein               |                                                          |  |  |       |  |  | Giuseppe II di Schwarzenberg, VI principe di Schwarzenberg |  |  |                                                                     |  |
| Giovanni Adolfo II di Schwarzenberg, VII principe di Schwarzenberg    |                                       |                                                      |                                                          |  |  |       |  |  | Giuseppe II di Schwarzenberg, VI principe di Schwarzenberg |  |  |                                                                     |  |
|                                                                       |                                       | Paolina Carlotta d'Arenberg                          | Luigi Engelberto d'Arenberg, VI duca d'Arenberg          |  |  |       |  |  |                                                            |  |  |                                                                     |  |
|                                                                       |                                       | Paolina Carlotta d'Arenberg                          | Luigi Engelberto d'Arenberg, VI duca d'Arenberg          |  |  |       |  |  |                                                            |  |  |                                                                     |  |
|                                                                       |                                       | Paolina Carlotta d'Arenberg                          | Pauline Louise Antoinette de Brancas                     |  |  |       |  |  |                                                            |  |  |                                                                     |  |
| Adolfo Giuseppe di Schwarzenberg, VIII principe di Schwarzenberg      |                                       | Paolina Carlotta d'Arenberg                          |                                                          |  |  |       |  |  |                                                            |  |  |                                                                     |  |
|                                                                       |                                       | Maurizio del Liechtenstein                           | Carlo Borromeo del Liechtenstein                         |  |  |       |  |  |                                                            |  |  |                                                                     |  |
|                                                                       |                                       | Maurizio del Liechtenstein                           | Carlo Borromeo del Liechtenstein                         |  |  |       |  |  |                                                            |  |  |                                                                     |  |
|                                                                       |                                       | Maurizio del Liechtenstein                           | Maria Eleonora di Oettingen-Spielberg                    |  |  |       |  |  |                                                            |  |  |                                                                     |  |
| Maria Eleonora del Liechtenstein                                      |                                       | Maurizio del Liechtenstein                           |                                                          |  |  |       |  |  |                                                            |  |  |                                                                     |  |
|                                                                       |                                       | Leopoldina Esterházy de Galanta                      | Nicola II Esterházy, principe Esterházy de Galántha      |  |  |       |  |  |                                                            |  |  |                                                                     |  |
|                                                                       |                                       | Leopoldina Esterházy de Galanta                      | Nicola II Esterházy, principe Esterházy de Galántha      |  |  |       |  |  |                                                            |  |  |                                                                     |  |
|                                                                       |                                       | Leopoldina Esterházy de Galanta                      | Maria Giuseppa del Liechtenstein                         |  |  |       |  |  |                                                            |  |  |                                                                     |  |
| Giovanni II Nepomuceno di Schwarzenberg, IX principe di Schwarzenberg |                                       | Leopoldina Esterházy de Galanta                      |                                                          |  |  |       |  |  |                                                            |  |  |                                                                     |  |
|                                                                       | Giovanni I Giuseppe del Liechtenstein | Francesco Giuseppe I del Liechtenstein               |                                                          |  |  |       |  |  |                                                            |  |  |                                                                     |  |
|                                                                       | Giovanni I Giuseppe del Liechtenstein | Francesco Giuseppe I del Liechtenstein               |                                                          |  |  |       |  |  |                                                            |  |  |                                                                     |  |
|                                                                       | Giovanni I Giuseppe del Liechtenstein | Leopoldina di Sternberg                              |                                                          |  |  |       |  |  |                                                            |  |  |                                                                     |  |
| Luigi II del Liechtenstein                                            | Giovanni I Giuseppe del Liechtenstein |                                                      |                                                          |  |  |       |  |  |                                                            |  |  |                                                                     |  |
|                                                                       |                                       | Giuseppa di Fürstenberg-Weitra                       | Joachim Egon di Fürstenberg-Weitra                       |  |  |       |  |  |                                                            |  |  |                                                                     |  |
|                                                                       |                                       | Giuseppa di Fürstenberg-Weitra                       | Joachim Egon di Fürstenberg-Weitra                       |  |  |       |  |  |                                                            |  |  |                                                                     |  |
|                                                                       |                                       | Giuseppa di Fürstenberg-Weitra                       | Sophia Maria di Oettingen-Wallerstein                    |  |  |       |  |  |                                                            |  |  |                                                                     |  |
| Ida del Liechtenstein                                                 |                                       | Giuseppa di Fürstenberg-Weitra                       |                                                          |  |  |       |  |  |                                                            |  |  |                                                                     |  |
|                                                                       |                                       | Franz de Paula Joseph Kinsky von Wchinitz und Tettau | Joseph Ernst, IV principe Kinsky von Wchinitz und Tettau |  |  |       |  |  |                                                            |  |  |                                                                     |  |
|                                                                       |                                       | Franz de Paula Joseph Kinsky von Wchinitz und Tettau | Joseph Ernst, IV principe Kinsky von Wchinitz und Tettau |  |  |       |  |  |                                                            |  |  |                                                                     |  |
|                                                                       |                                       | Franz de Paula Joseph Kinsky von Wchinitz und Tettau | Maria Rosa von Harrach                                   |  |  |       |  |  |                                                            |  |  |                                                                     |  |
| Franziska Kinsky von Wchinitz und Tettau                              |                                       | Franz de Paula Joseph Kinsky von Wchinitz und Tettau |                                                          |  |  |       |  |  |                                                            |  |  |                                                                     |  |
|                                                                       |                                       | Therese von Wrbna und Freudenthal                    | Rudolf von Wrbna und Freudenthal                         |  |  |       |  |  |                                                            |  |  |                                                                     |  |
|                                                                       |                                       | Therese von Wrbna und Freudenthal                    | Rudolf von Wrbna und Freudenthal                         |  |  |       |  |  |                                                            |  |  |                                                                     |  |
|                                                                       |                                       | Therese von Wrbna und Freudenthal                    | Marie Theresia Aloisia von Kaunitz-Rietberg-Questenberg  |  |  |       |  |  |                                                            |  |  |                                                                     |  |
|                                                                       |                                       | Therese von Wrbna und Freudenthal                    |                                                          |  |  |       |  |  |                                                            |  |  |                                                                     |  |